# Parisiana
El Parisiana era una sala d'espectacles situat als grans bulevards de París.

## Història

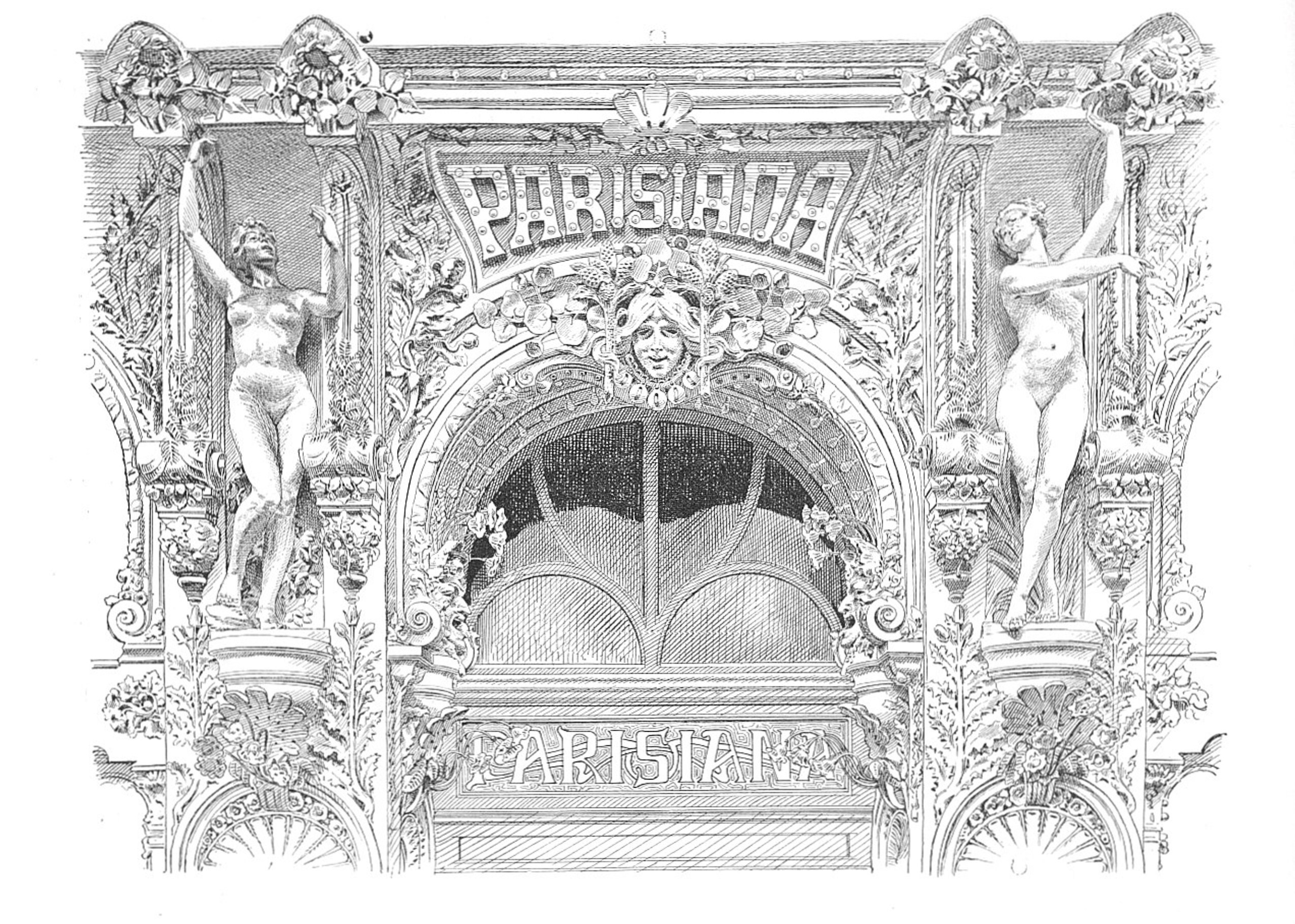
Le Parisiana,, lloc de plaer. Dibuix arquitectònic dels detalls de la façana cap al 1895.

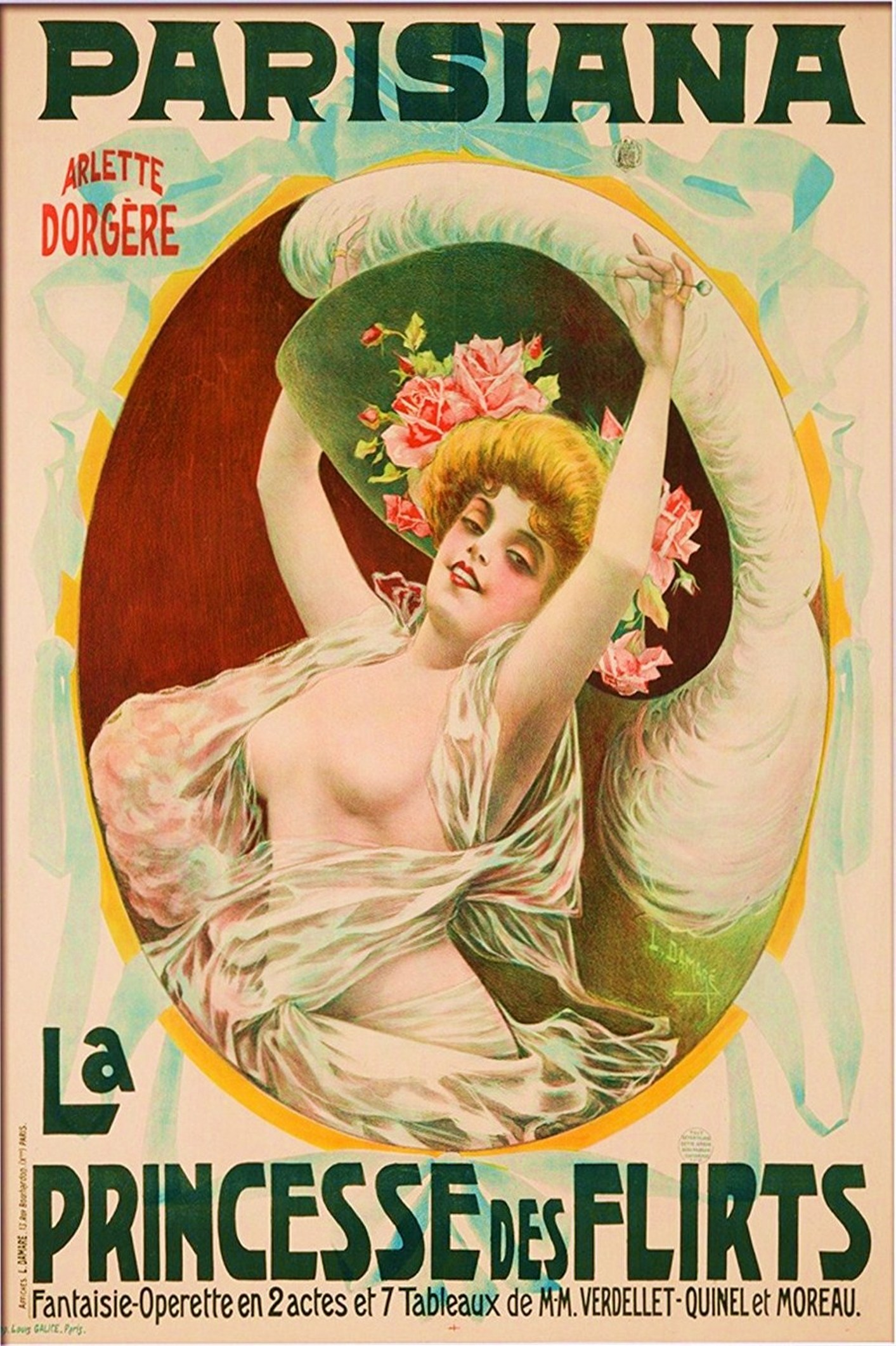
Arlette Dorgère com a cap de cartell a l'opereta de fantasia, La Princesse des Flirts, (1906).

La Parisiana és un cafè teatre que va ser construït segons els plànols de l'arquitecte Édouard Jandelle-Ramier durant la Belle Époque. La sala de concerts estava situada al número 27, boulevard Poissonnière. Inaugurat el 1894, els germans Isola es van fer càrrec de la gestió, el 1897. El "Cafè teatre" Parisiana empre estarà ple de nombrosos espectacles i concerts.
El 1908, el van vendre al seu inquilí que va veure tancat el seu establiment per la Prefectura del Sena el 1910, per motius de treball de seguretat no realitzats. Després es va transformar en una sala per al cinematògraf, Le Parisiana Cinéma. Va ser sobrenomenat el rei dels cinemes, per aquestes 1500 butaques. Tanmateix, la sala s'utilitzava habitualment com a sala d'espectacles. Així la compositora i música Carmen Brouard hi tocarà diverses vegades.
El 1937, el cinema Parisiana es va transformar de nou en una sala de concerts, però l'obra es va allargar fins a la Segona Guerra Mundial i la sala va quedar com a cinema.
El 1957, la Parisiana va ser comprada pel Gaumont, la va modernitzar i es va convertir en el "Richelieu-Gaumont" amb 1.800 seients. Posteriorment, el cinema va créixer amb la creació de cinc sales. Malgrat aquestes transformacions, el cinema va tancar definitivament el 1987.

## Ballarines al Parisiana
Fotografies de Charles Ogereau (1868-1908) i Alphonse Liébert (1826-1913).

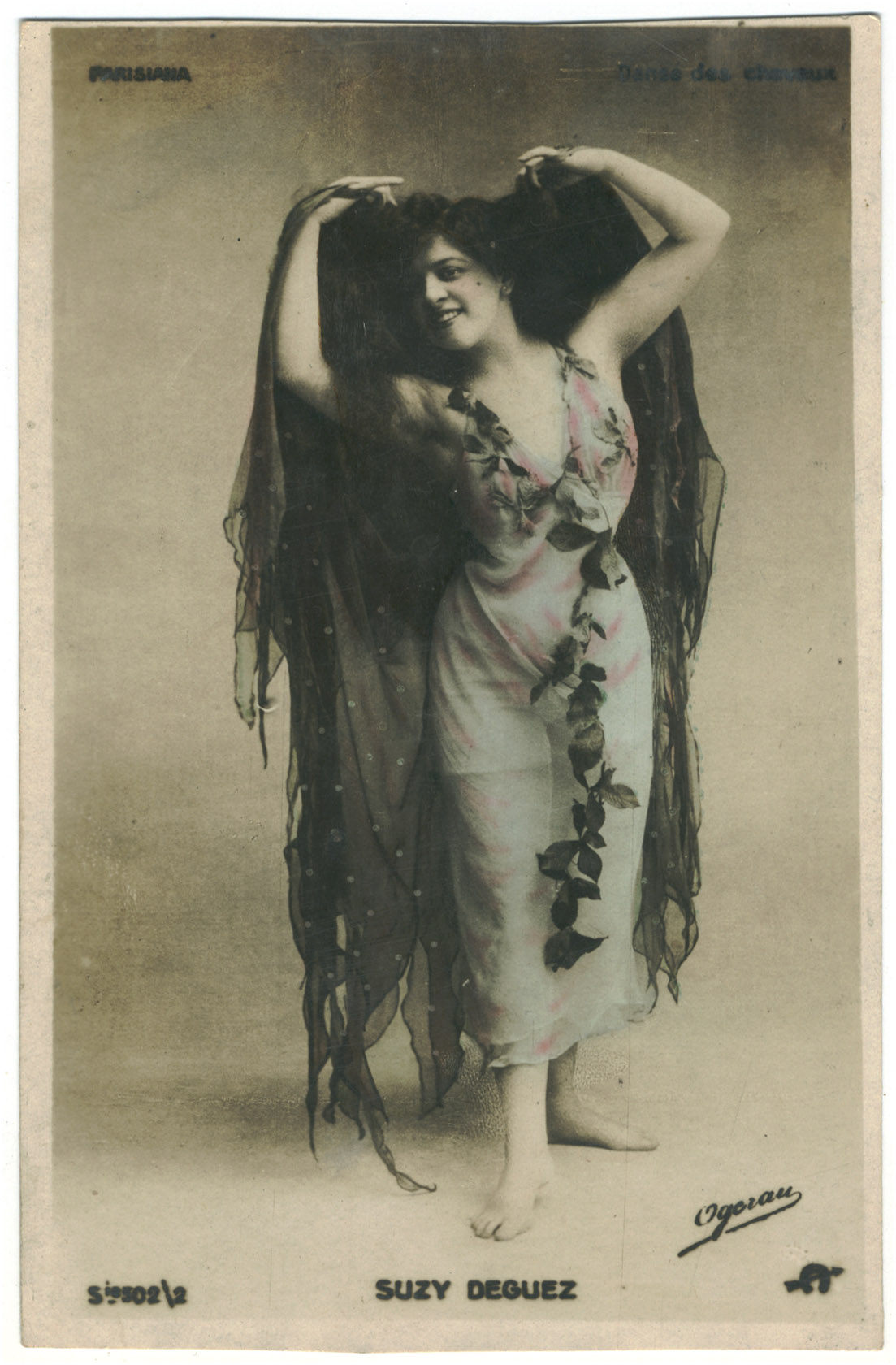
Clitxé Charles Ogereau
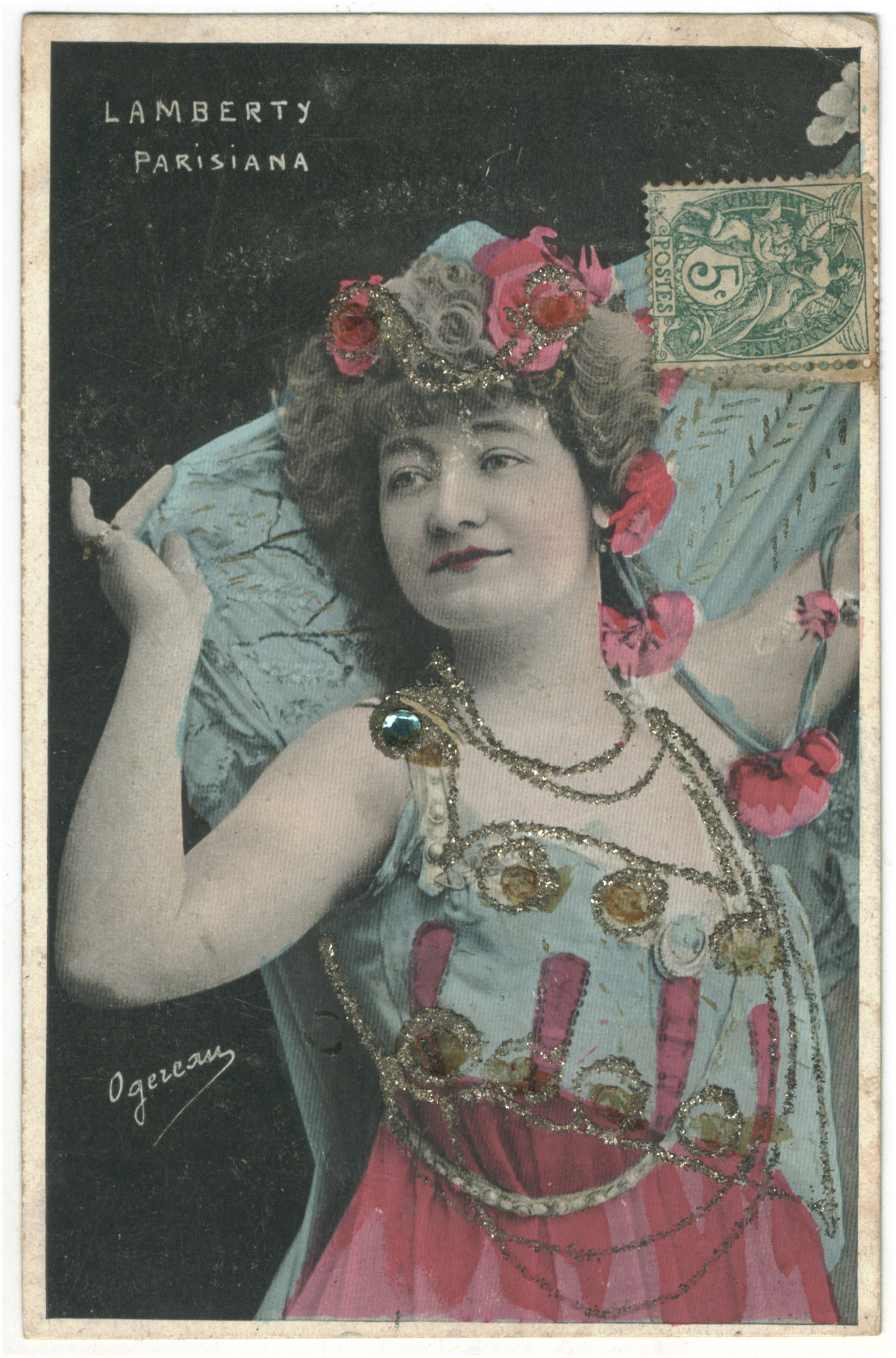
Clitxé Charles Ogereau
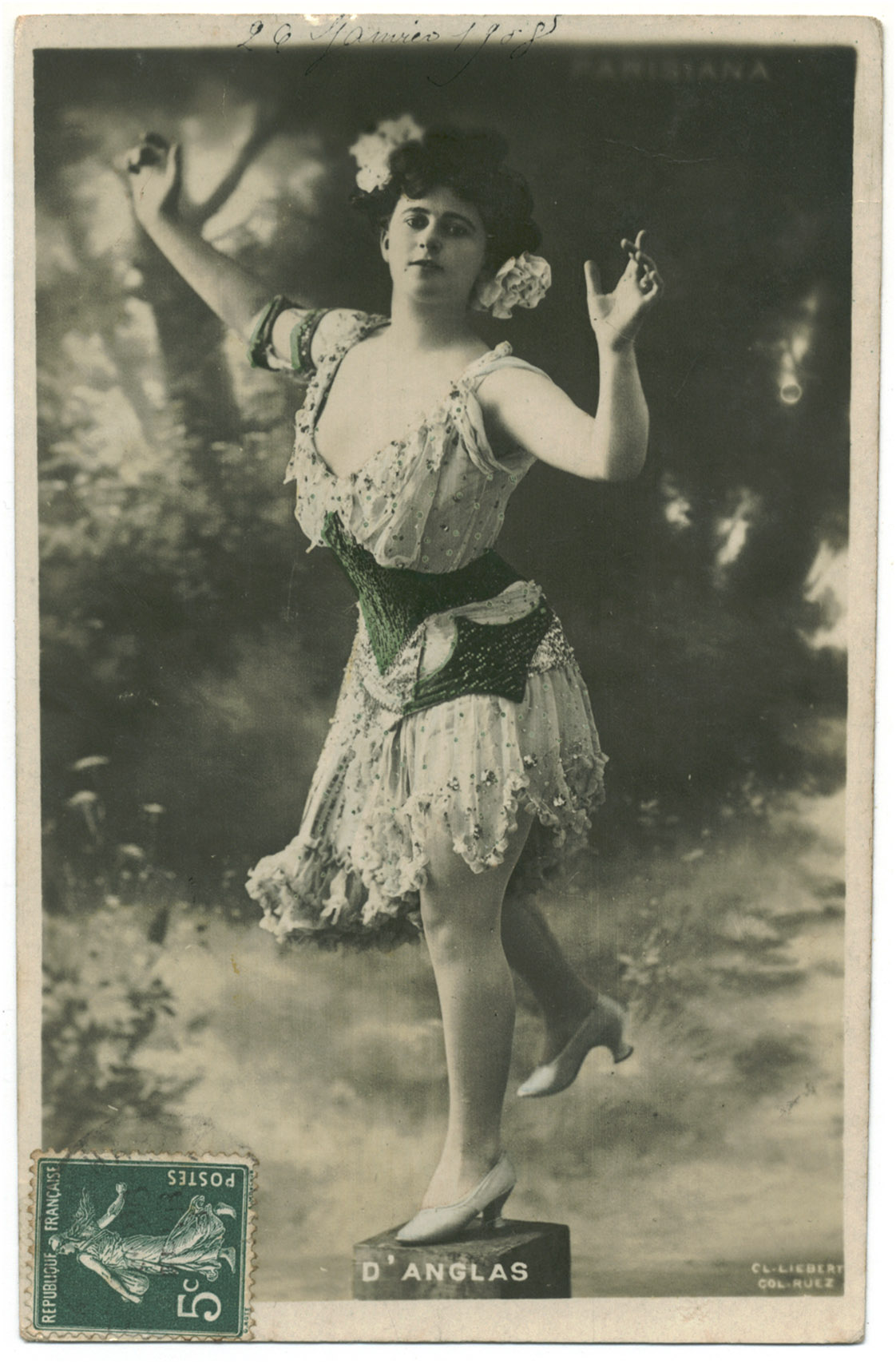
Clitxé Alphonse Liébert
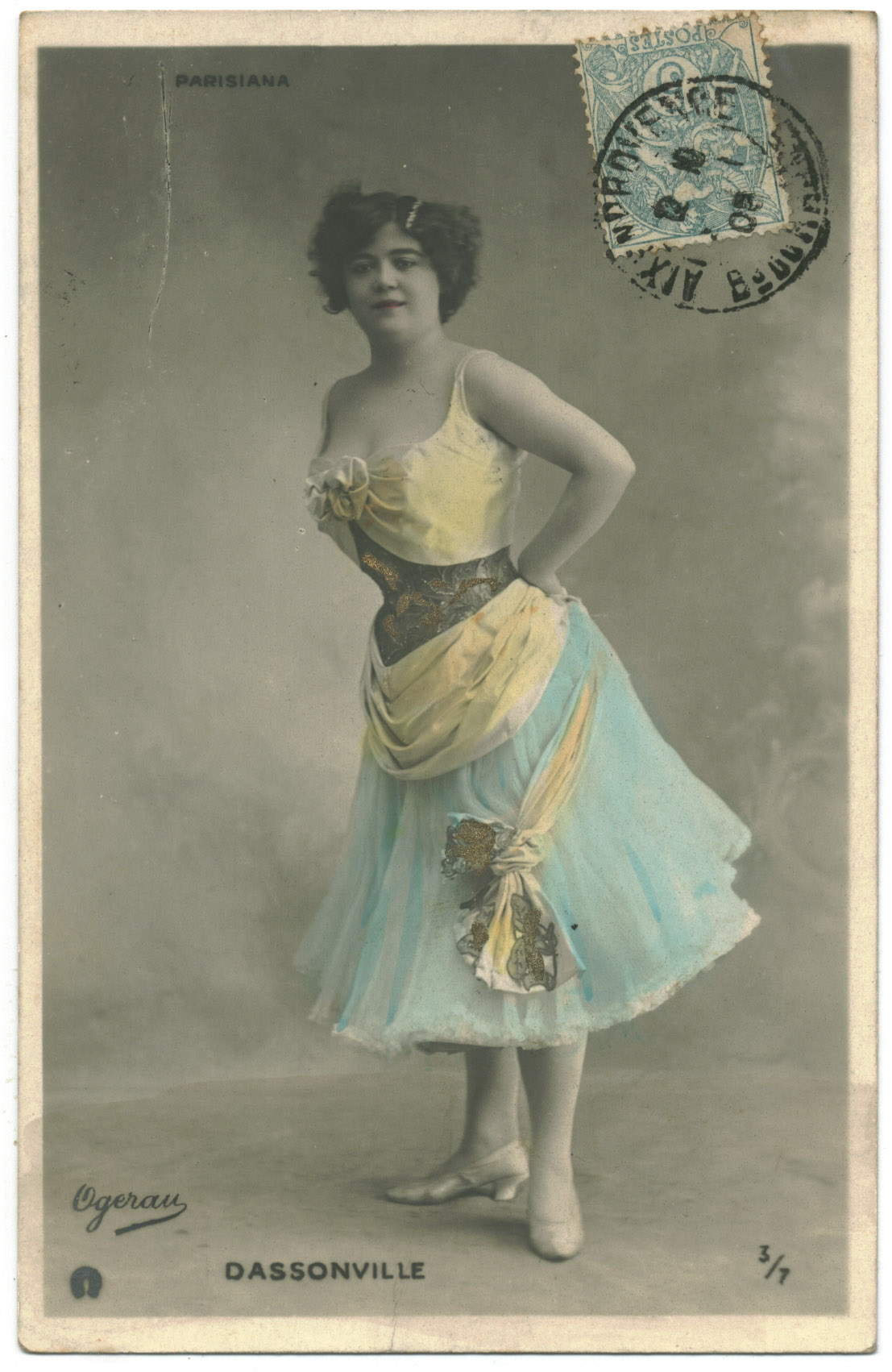
Clitxé Charles Ogereau
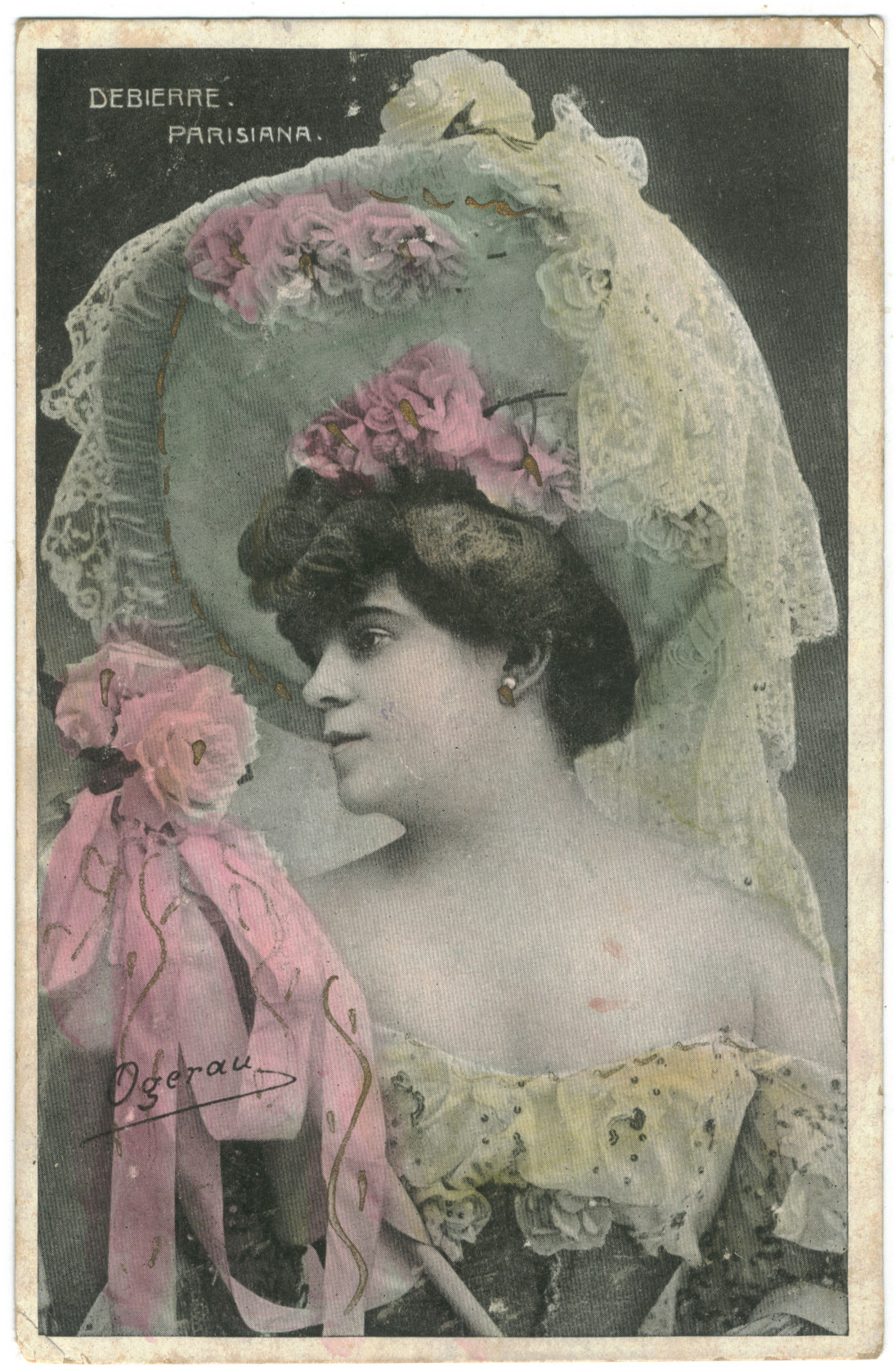
Clitxé Charles Ogereau
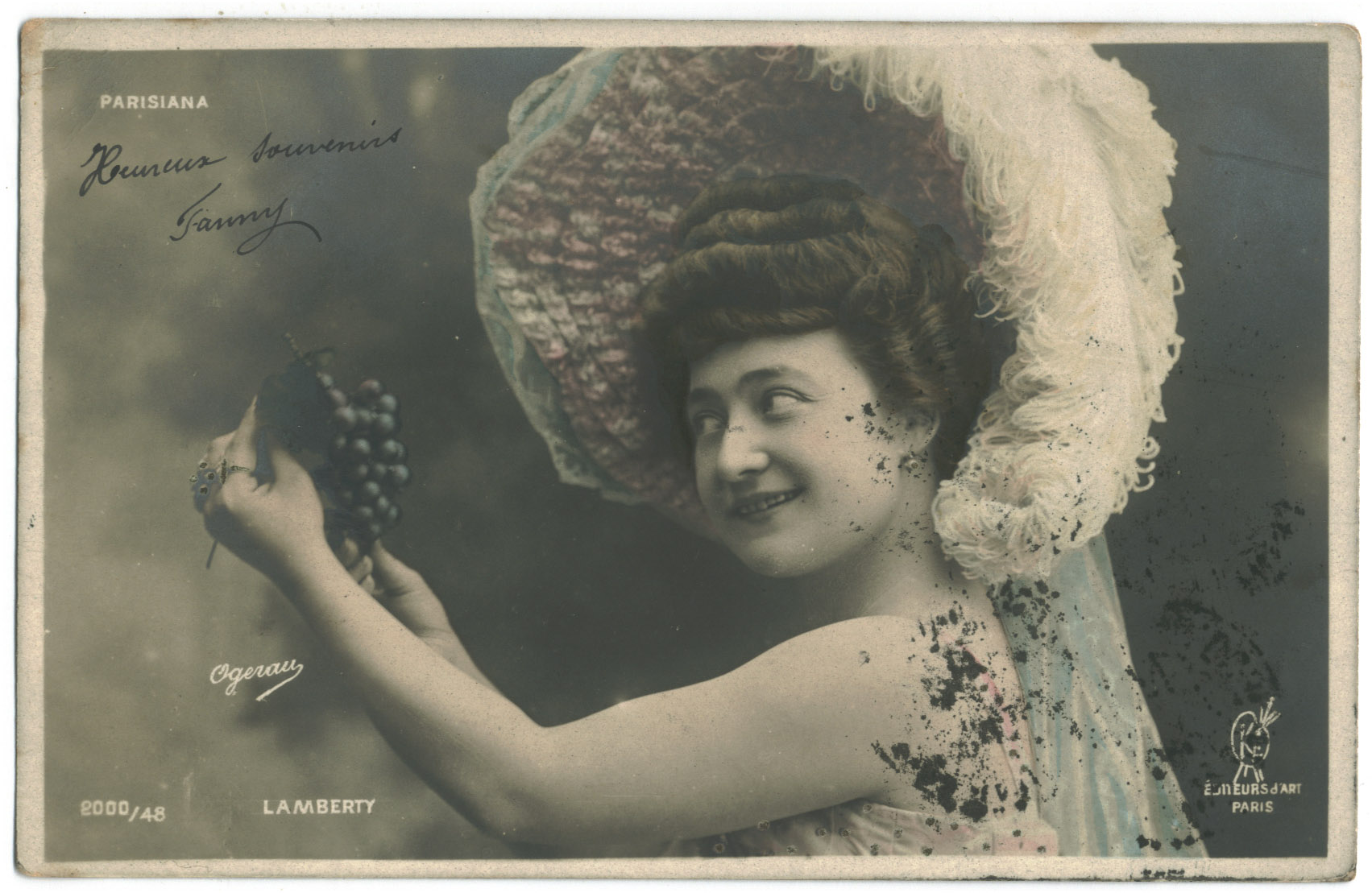
Clitxé Charles Ogereau